# Utolsó vacsora
Az utolsó vacsora (latin cena Domini, cœna Domini, ’az Úr vacsorája’) Jézusnak és tizenkét apostolának utolsó közös pászkavacsorája a Jézus elfogatását és keresztre feszítését megelőző valamelyik estén. A pontos nap tekintetében számos elmélet van, de XX. század második felétől előkerült adatok és kutatások szerint a legvalószínűbb, hogy a Julianus-naptár szerint 33. április elsején, szerdán. A vacsorára Jeruzsálemben, egy ház „berendezett emeleti termében” került sor. A Biblia szerint Jézus ekkor mondta a kenyérre és borra, hogy az az ő teste és vére. 
Bizonyos keresztény egyházak hívői az eseményre a nagycsütörtöki úrvacsora-liturgia keretében emlékeznek.

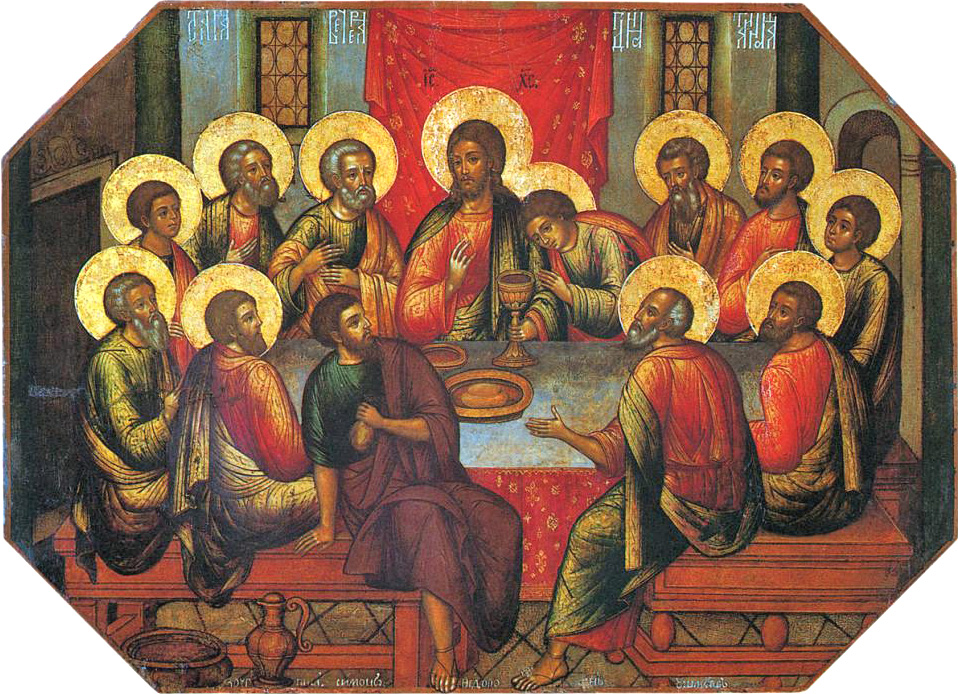
Szimon Fjodorovics Usakov: A tizenkét apostol Jézus Krisztussal

## Története
Jézus elfogása előtti utolsó vacsorája a szinoptikusok szerint pészah ünnep volt, a mai széder. Első írásos említése Pál apostoltól származik:
Mert én az Úrtól vettem, a mit néktek előtökbe is adtam: hogy az Úr Jézus azon az éjszakán, melyen elárultaték, vette a kenyeret, És hálákat adván, megtörte és ezt monda: Vegyétek, egyétek! Ez az én testem, mely ti érettetek megtöretik; ezt cselekedjétek az én emlékezetemre. Hasonlatosképen a pohárt is vette, minekutána vacsorált volna, ezt mondván: E pohár amaz új testamentom az én vérem által; ezt cselekedjétek, valamennyiszer isszátok az én emlékezetemre. Mert valamennyiszer eszitek e kenyeret és isszátok e pohárt, az Úrnak halálát hirdessétek, a míg eljövend.
Az őskeresztények az utolsó vacsora emlékére rendezték az agapékat (szeretetvacsora). Az utolsó vacsora emlékét a római katolikus szentmise a hálaadó és áldozati jellegű eucharisztia keretében jeleníti meg, amikor Jézusnak a kenyérről és borról, az utolsó vacsorán mondott szavairól és cselekedeteiről emlékeznek meg a szertartás liturgiájában. A reformáció némileg átértelmezte a liturgiát, és az áldozati jelleg helyett az átlényegülés motívumát hangsúlyozták.

## Ábrázolása az egyetemes művészetben
A biblikus esemény legkorábbi ábrázolásai az ókeresztény kora bizánci művészetből ismertek, s fő motívumuk a vacsora szentségének kiemelése, az apostolok áldozása volt. A gótika évszázadaiban gyakori motívuma volt a szárnyas oltárok összekötő részeinek (predellák). Az itáliai quattrocentóban és cinquecentóban készült alkotások, Andrea del Castagno, Leonardo da Vinci művei előtt készült festmények kompozíciói élesen elkülönítették Iskarióti Júdás alakját, őt az asztal néző felőli oldalára ültették.

## Galéria

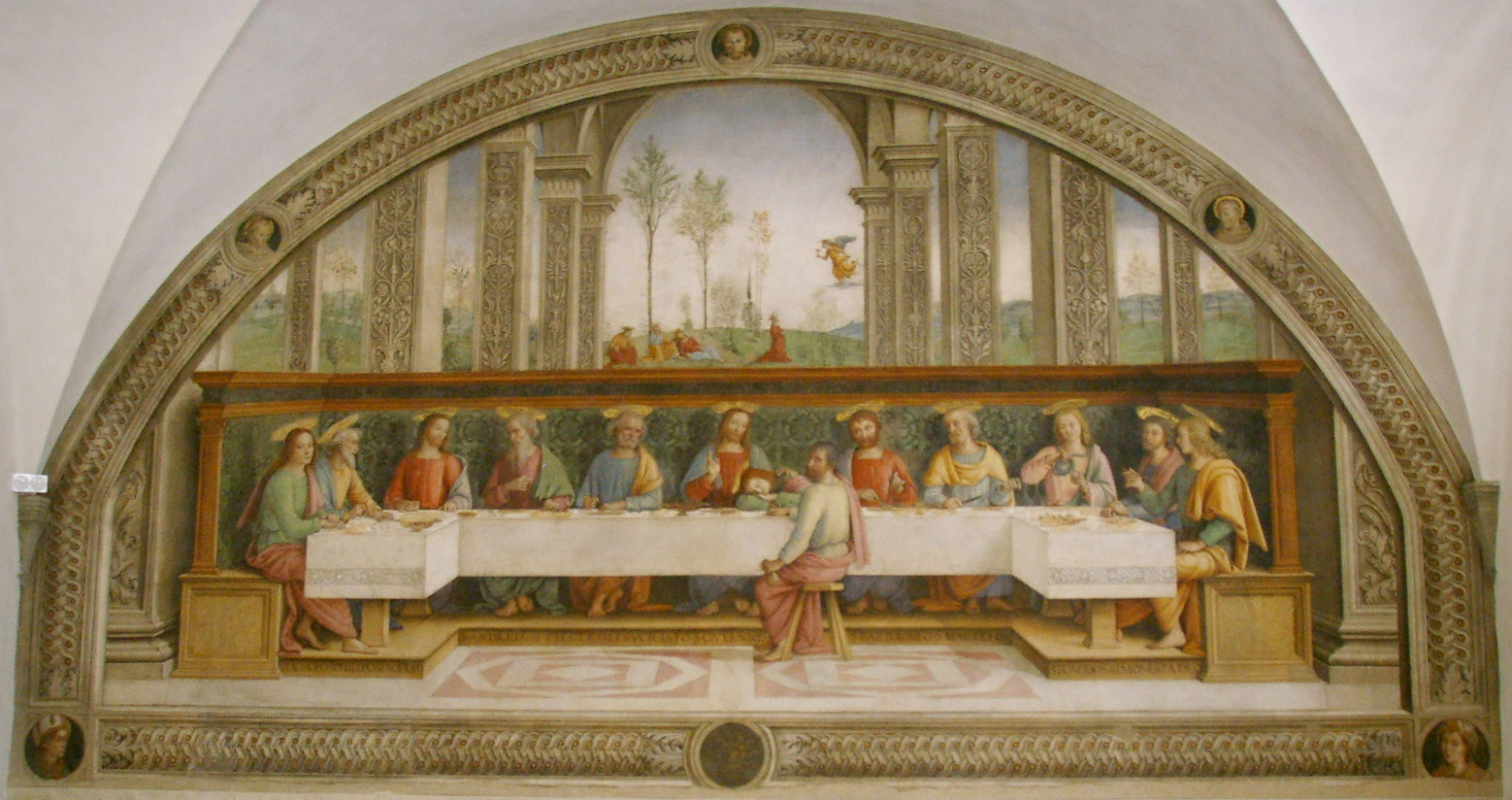
Pietro Perugino: Az utolsó vacsora
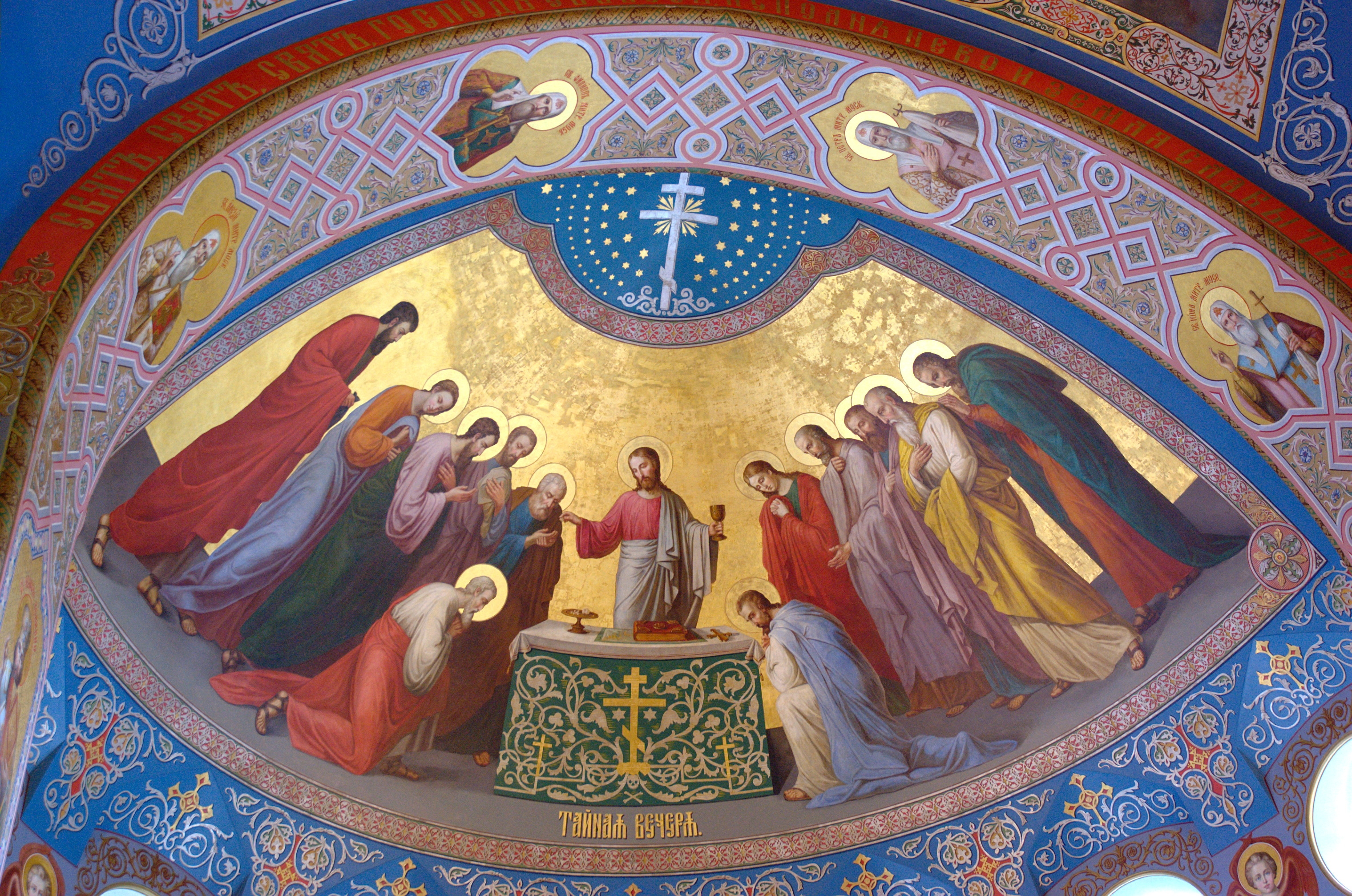
Az utolsó vacsora ortodox oltárkép
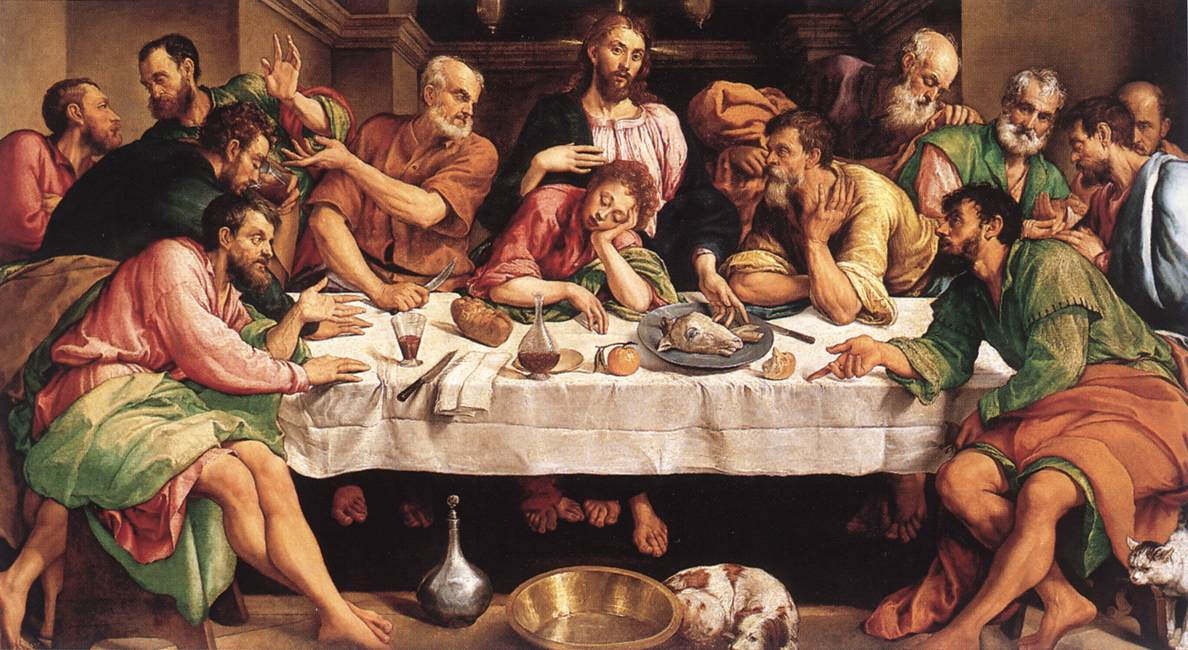
Jacopo Bassano: Az utolsó vacsora
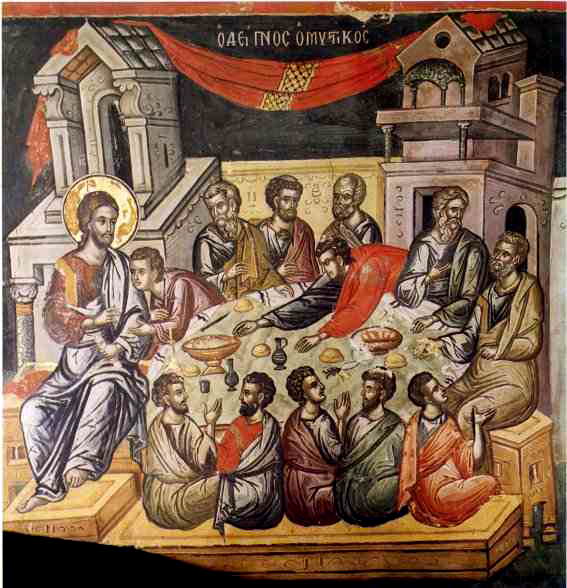
Theophanis Strelitzas: Az utolsó vacsora (16. század közepe, bizánci stílus)
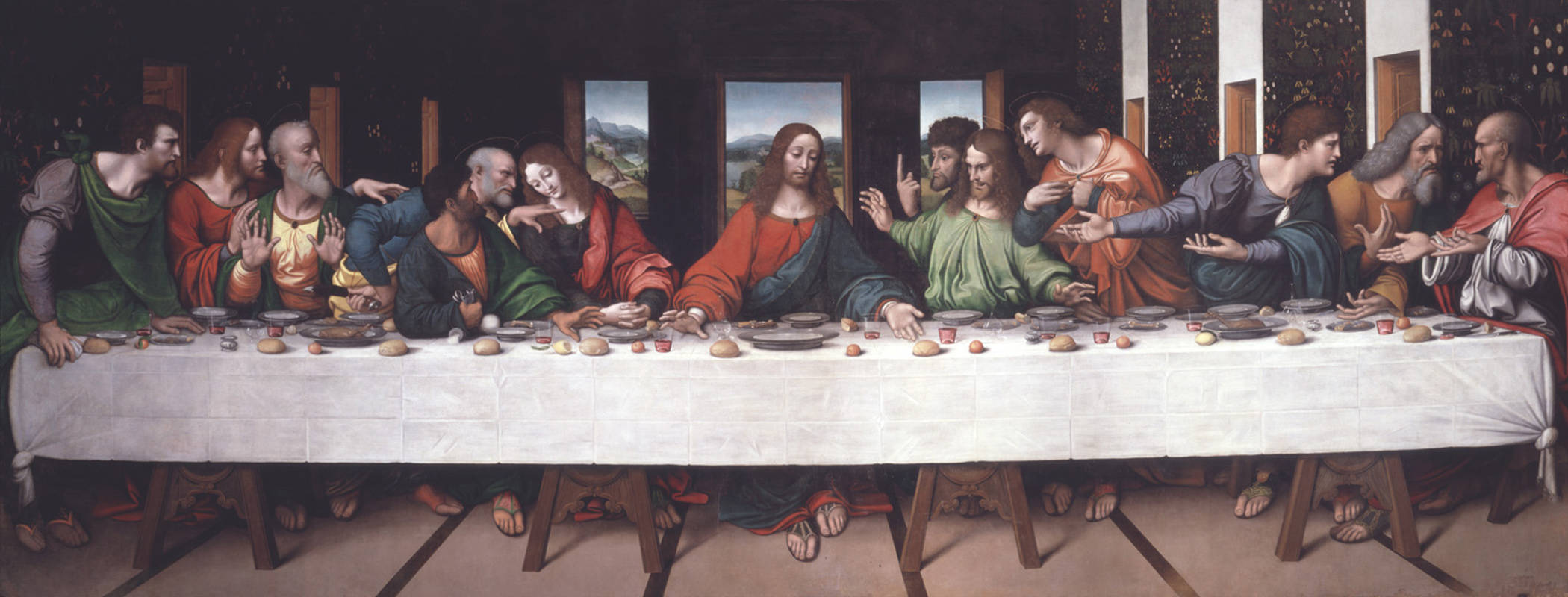
Giampietrino: Az utolsó vacsora (Leonardo után), 1520 körül, Királyi Művészeti Akadémia, London
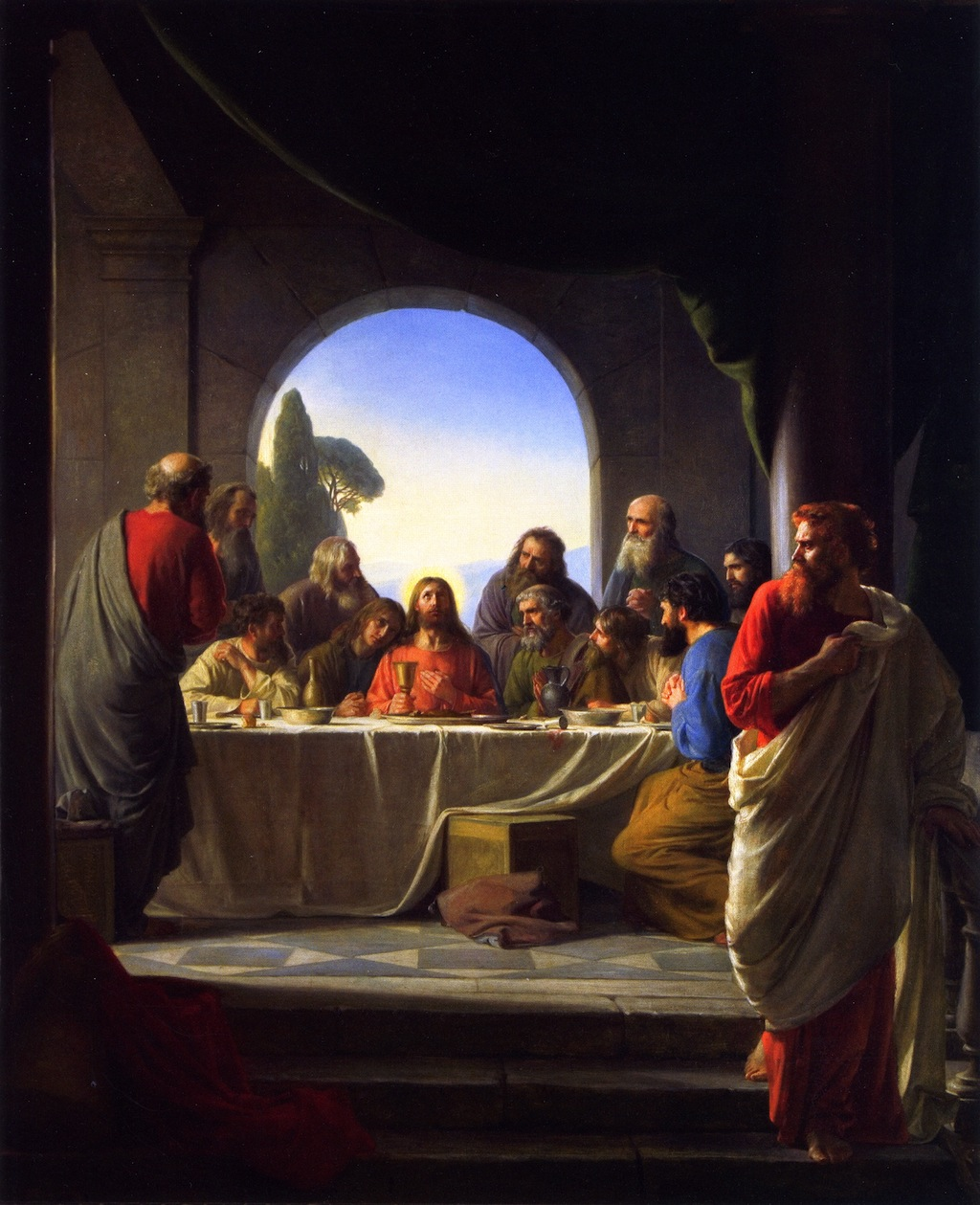
Carl Heinrich Bloch: Az utolsó vacsora (19. század vége)

## Ábrázolása a magyar művészetben

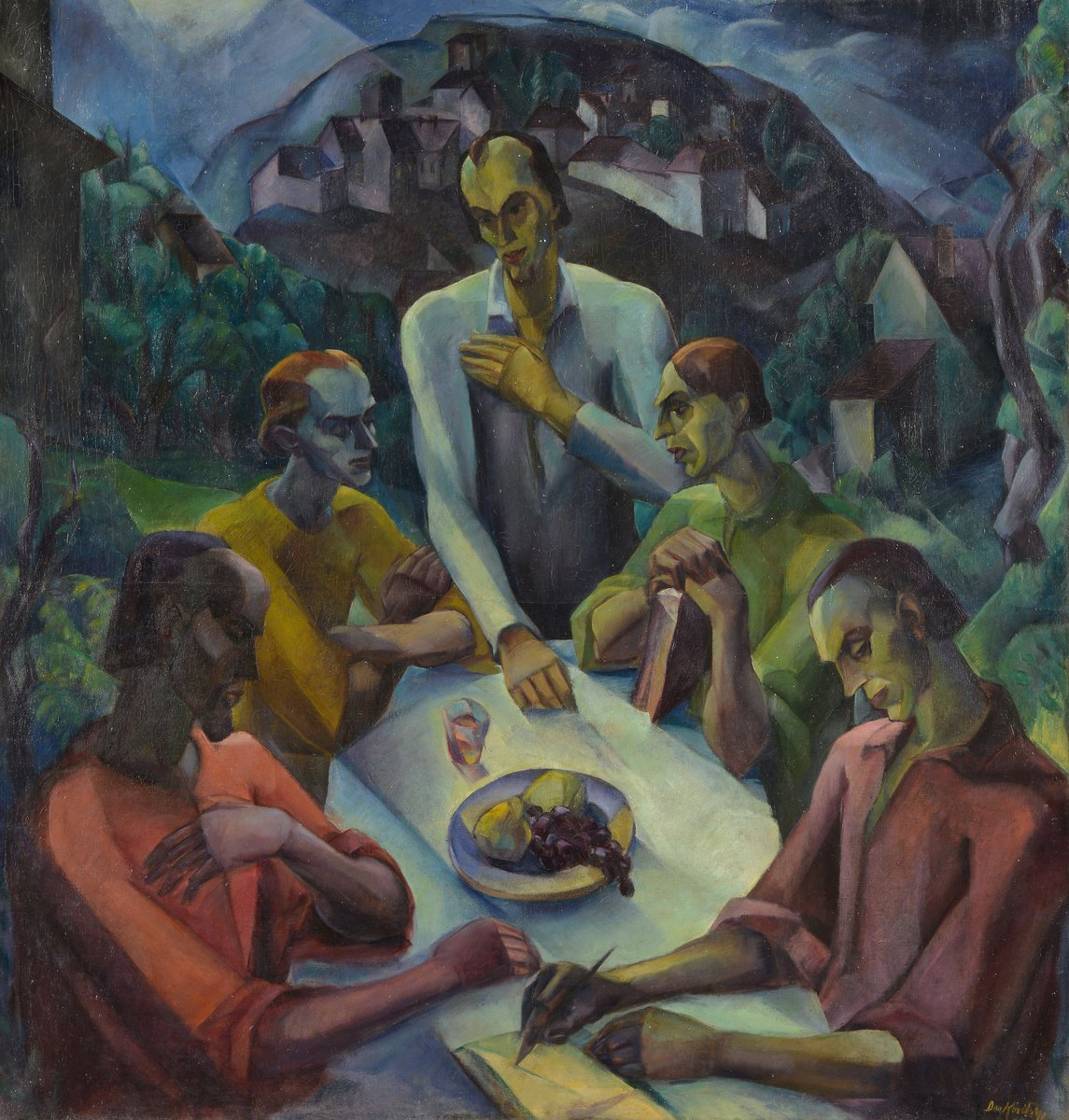
Derkovits Gyula: Utolsó vacsora

- A magyarbolyi evangélikus templom ékessége a Madarász Viktor által festett, az utolsó vacsorát ábrázoló oltárkép.[2]

- Kernstok Károly is készített egy Utolsó vacsora című festményt, mely a Magyar Nemzeti Galéria műgyűjteményét gazdagítja.[3]

- Derkovits Gyula az Utolsó vacsora című festményének hagyományos, bibliai témáját úgy modernizálja, hogy a háttérként szolgáló tájat expresszionista, az alakokat pedig kubista stílusjegyekkel formálja meg.[4] A Derkovits-féle 1922-ben készült Utolsó vacsora egyfajta sajátos önvallomás. A prófétai elhivatottsággal áthatott festő a képen Krisztusként magasodik középen. Ahogyan Körner Éva az 1968-ban, a Corvina Kiadónál megjelent Derkovits-monográfiájában fogalmaz, a Derkovits vonásait viselő főalak egyszerre művész, megváltó és tanító. Szintén Körner Éva mutat rá, hogy nemcsak Derkovitsnál, hanem a korszak más alkotóművészeinél is tendencia volt a keresztény formák szocialista tartalommal való megtöltése.

Érdekesség, hogy Derkovits egy tusrajzot is készített Utolsó vacsora címmel. E rajz kompozíciója azonban a későbbi festményénél kevésbé eredeti, s maga Krisztus is jobban hasonlít az egyetemes képzőművészetben megszokott előképekhez.